# Apodolirion buchananii
Apodolirion buchananii är en amaryllisväxtart som först beskrevs av John Gilbert Baker, och fick sitt nu gällande namn av John Gilbert Baker. Apodolirion buchananii ingår i släktet Apodolirion och familjen amaryllisväxter. Inga underarter finns listade i Catalogue of Life.